# Liban na Zimowych Igrzyskach Olimpijskich 2018
Liban na Zimowych Igrzyskach Olimpijskich 2018 – występ kadry sportowców reprezentujących Liban na igrzyskach olimpijskich w Pjongczangu w 2018 roku.
W kadrze znalazło się troje zawodników – dwóch mężczyzn i jedna kobieta. Reprezentanci Libanu wystąpili w czterech konkurencjach w dwóch dyscyplinach sportowych – biegach narciarskich i narciarstwie alpejskim.
Funkcję chorążego reprezentacji Libanu podczas ceremonii otwarcia igrzysk pełnił biegacz narciarski Samer Tawk, a podczas ceremonii zamknięcia w roli tej wystąpił wolontariusz z komitetu organizacyjnego igrzysk. Reprezentacja Libanu weszła na stadion jako 12. w kolejności, pomiędzy ekipami z Łotwy i Rumunii.
Był to 17. start reprezentacji Libanu na zimowych igrzyskach olimpijskich i 34. start olimpijski, wliczając w to letnie występy.

## Skład reprezentacji

### Biegi narciarskie
| Konkurencja                                         | Zawodnik   | Czas    | Strata   | Miejsce |
| --------------------------------------------------- | ---------- | ------- | -------- | ------- |
| Bieg indywidualny mężczyzn na 15 km stylem dowolnym | Samer Tawk | 47:03,4 | +13:19,5 | 109.    |

### Narciarstwo alpejskie
| Konkurencja            | Zawodnik       | Przejazd 1 | Przejazd 1 | Przejazd 2 | Przejazd 2 | Czas łączny | Miejsce |
| Konkurencja            | Zawodnik       | Czas       | Miejsce    | Czas       | Miejsce    | Czas łączny | Miejsce |
| ---------------------- | -------------- | ---------- | ---------- | ---------- | ---------- | ----------- | ------- |
| Slalom kobiet          | Natacha Mohbat | 1:06,73    | 57.        | 1:05,31    | 53.        | 2:12,04     | 52.     |
| Slalom mężczyzn        | Allen Behlok   | DNF        | DNF        | DNS        | DNS        | DNF         | DNF1    |
| Slalom gigant mężczyzn | Allen Behlok   | 1:26,70    | 80.        | 1:25,43    | 71.        | 2:52,13     | 71.     |